# Austrosignum dubia
Austrosignum dubia là một loài chân đều trong họ Paramunnidae. Loài này được Hale miêu tả khoa học năm 1937.